# حوزه انتخابیه دهم فلوریدا
حوزه انتخابیه دهم فلوریدا یک حوزه انتخابیه مجلس نمایندگان آمریکا است که در ایالت فلوریدا قرار دارد.